# Radiotelemetru
Radiotelemetrul este o instalație pentru determinarea distanței dintre un obiect și un reper dat, cu ajutorul undelor electromagnetice.
Radiotelemetrele se folosesc în navigația aeriană și cosmică, geodezie, activitățile militare, pentru poziționarea locală a mijloacelor de transport, cât și pentru alte scopuri. Un caz special de radiotelemetru poate fi considerat radioaltimetrul, cu toate acestea, în practică, în clasificarea tehnică aceste concepte sunt separate. 

## Principiul general de funcționare
În esență un radiotelemetru este un radar care are o construcție complexă și în afara determinării distanței acesta arată poziția obiectului față de un sistem de coordonate geografice precum și alte caracteristici ale obiectului.
Măsurarea distanței cu ajutorul radarului este posibilă datorită proprietăților energiei electromagnetice: 
1. Reflexia undelor electromagnetice. Undele electromagnetice sunt reflectate dacă întâlnesc o suprafață conductoare electric. Dacă undele reflectate sunt recepționate în punctul de unde au plecat, aceasta înseamnă că pe direcția de propagare se află un obstacol.
2. Energia electromagnetică se deplasează prin aer cu viteză constantă, aproximativ egală cu viteza luminii, 300 000 kilometri pe secundă.
3. Energia electromagnetică se deplasează prin spațiu în linie dreaptă, traiectoria fiind foarte puțin afectată de condițiile atmosferice și meteo. Folosind antene de construcție specială, această energie poate fi focalizată într-o anumită direcție dorită. În acest fel se poate determina direcția obiectelor, azimutul, și distanța până la acestea.

Aceste principii implementate practic într-un sistem radar asigură descoperirea obiectelor și determinarea distanței și azimutului. 
Radiotelemetrele, cunoscute și sub denumirea de radare 2D, sunt folosite în domeniul civil și militar, în principal, pentru descoperirea și urmărirea mijloacelor aeriene de zbor.

## Clasificare
A - După destinație:
- Radiotelemetre pe aeronave (de navigație aeriană)

Pe aeronave se utilizează radiotelemetre în impulsuri care lucrează (pe principiul radiolocației active), împreună cu diverse telemetre radiofaruri și telemetre de măsurare a ungiului de înălțare a sistemelor de radionavigație (DME, TACAN, RSBN și altele). În calitate de semnale de interogare și de răspuns se folosesc trimiteri de radioimpulsuri codificate cu frecvența purtătoare, corespunzătoare gamei de lungimi de unde decimetrice.
În prezent, radiotelemetrele sunt instalate aproape pe toate tipurile de aeronave (cu excepția unor aparate cu motoare ușoare).
- Radiotelemetre geodezice.

În scopuri geodezice sunt utilizate de obicei radiotelemetre în fază, care lucrează, de regulă, în gama de unde centimetrice cu reflector activ. Radiotelemetrele geodezice sunt numite uneori tellurometre.
În prezent industria nu produce de fapt radiotelemetre, accentul principal, în practica lucrărilor geodezice și cadastrale, se acordă atenție introducerii echipamentelor de recepție de la sistemele de navigație prin satelit (GPS), de tip navigare și geodezice.
- Radiotelemetre antiaeriene și de indicare a țintelor

Pentru indicarea prin radiolocație a țintelor, în domeniul apărării antiaeriene, sunt utilizate radiotelemetre care lucrează în impuls, cu antene direcționale, lucrând cu reflexie pasivă de la țintă, de fapt, aceste radiotelemetre sunt radare specializate.
B - După domeniul de utilizare:
- Radiotelemetre civile;
- Radiotelemetre militare.

Din categoria radiotelemetrelor militare sovietice și rusești au făcut și mai fac parte: P-3, P-8, P-10, P-12, P-14, P-18, P-15, P-19, P-20, P-30, P-35, P-37, P-40, 5N87